# دمیرچی دره سی سفلی
دمیرچی دره سی سفلی یک روستا در ایران است که در دهستان پائین برزند واقع شده‌است. دمیرچی دره سی سفلی ۱۲۴ نفر جمعیت دارد.